# کیناکو

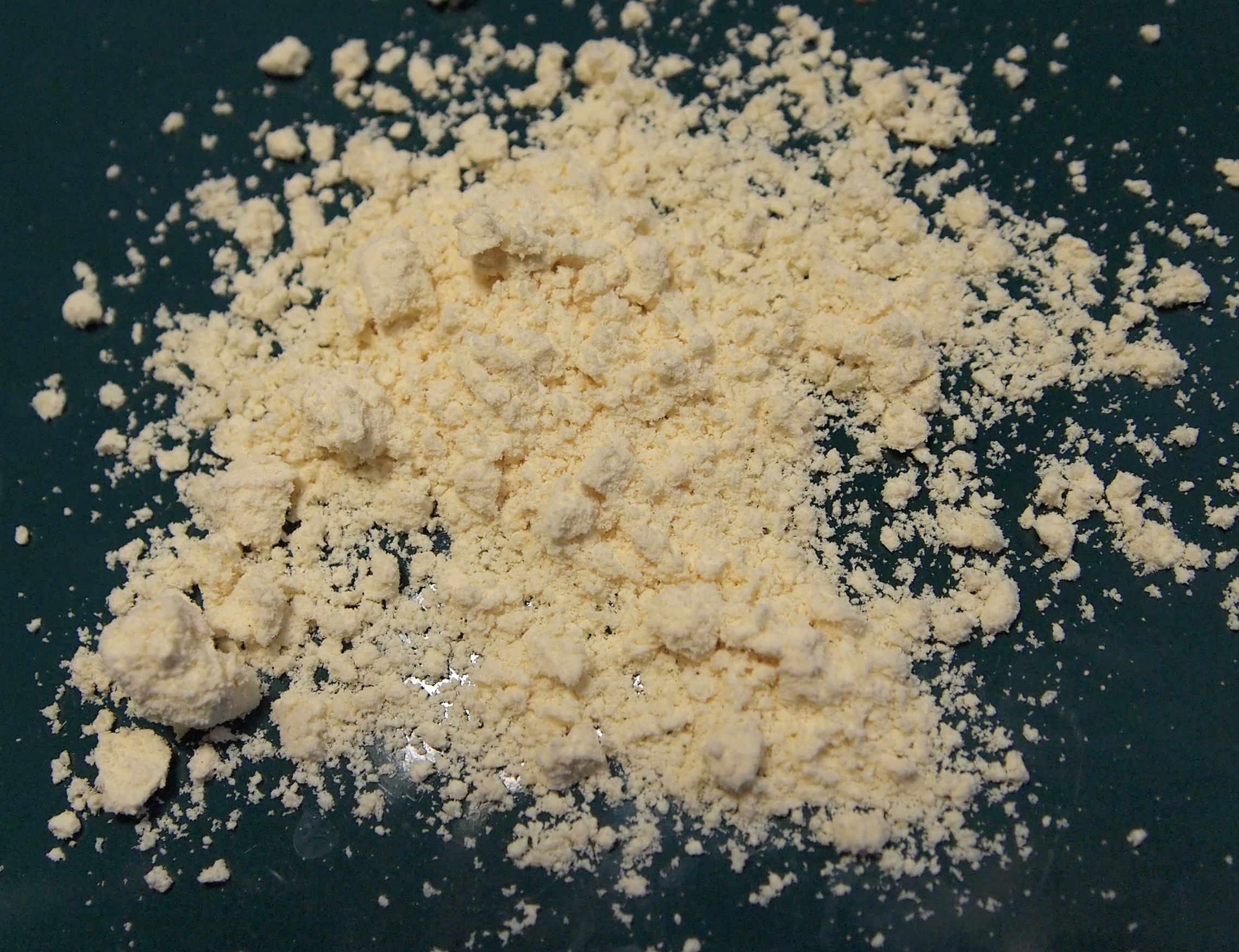
کیناکو.

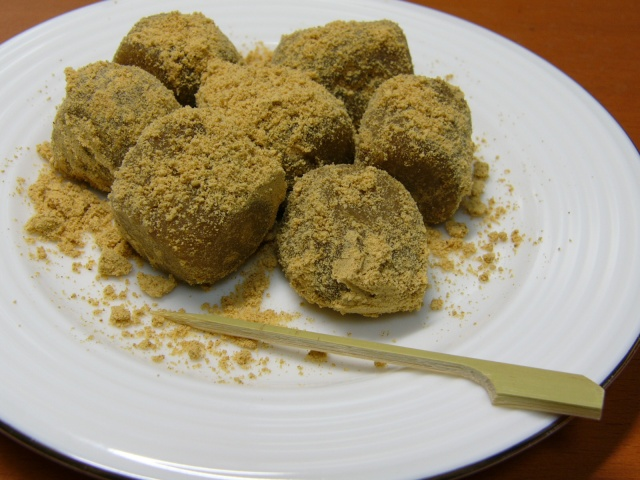
دانگو شیرینی ژاپنی که با کیناکو پوشانده شده‌است.

کیناکو (به ژاپنی: 黄粉 یا きなこ)همچنین به عنوان دیگر آرد بو داده سویا یک ماده غذایی است که معمولاً در غذاهای ژاپنی استفاده می‌شود. در زبان انگلیسی معمولاً به نام "آرد بو داده سویا." خوانده می‌شود." کلمه کیناکو در کتاب‌های آشپزی از اواخر دوره موروماچی (۱۳۳۶ – ۱۵۷۳) نمودار شده‌است. (1336 – 1573). در زبان ژاپنی کیناکو به معنی «آرد زرد» است.